# Тайра-но Цунэмори
Тайра-но Цунэмори (яп. 平経盛, 1124—25 апреля 1185, Симоносеки, страна Нагато, Япония) — самурай позднего периода Хэйан, активный участник войны Гэмпэй, третий сын Тайра-но Тадамори, младший брат Тайры-но Киёмори, глава ведомства построек. Кроме того, является персонажем «Хэйкэ-моногатари».

## Роль в доме Тайра
Во время смуты годов Хогэн поссорился с Киёмори из-за изгнания Ёримори, который как прямой человек объявил что хочет перейти на сторону своего дяди. Немного позднее они помирились и Цунэмори получил малый пятый низший ранг. Помог Норимори получить старший третий ранг и право заседать в совете. Именно этой должности добивался Ёримори, не смог её получить из-за давней обиды с Киёмори. Был владельцем Ясимы и большого флота Хэйкэ. Благодаря Киёмори, имел должность при дворе. Имел трёх сыновей (поставлены в порядке старшинства): Тайра-но Цунэмаса, Тайра-но Цунэтоси, Тайра-но Ацумори. Участвовал в битве при Ясима, Данно-ура. Его сын Ацумори погиб во время битвы при Ити-но-тани (1184).

## Битва при Данноура
Во время битвы был одним из военачальников, но не главнее Томомори. Во время битвы совершил самоубийство вместе со своим младшим братом Тайрой-но Норимори.